# 原野吉弘
原野 吉弘（はらの よしひろ）は、兵庫県出身の脚本家である。
脚本家事務所アンドリームに所属。

## 来歴
過去にはお笑い芸人としての活動を行っていた。2004年から2009年2月まで松竹芸能に所属し、2010年5月よりアップフロントエージェンシー（後に同系列のジェイピィールームに移籍）に所属。2014年頃、芸人を引退。
後に脚本家に転身。

## 作品

### テレビドラマ
- 婚活1000本ノック（2024年1月期、フジテレビ）
- 山田クソ男の３本ノック (婚活1000本ノックスピンオフ　FODオリジナルドラマ)
- ギークス〜警察署の変人たち〜（2024年7月期、フジテレビ）
- 世にも奇妙な物語'24冬の特別編「第1回田中家父親オーディション」(2024年12月14日、フジテレビ)
- まどか26歳、研修医やってます!（2025年1月期、TBS）
- 問題物件（2025年1月期、フジテレビ）

### テレビ／その他
- おかあさんといっしょ「ガラピコぷ〜」

### 舞台
- GIRLS REVUE （2019年）
- 劇団4ドル50セント「カラフルボックス／白の待合室」（2019年）

### 受賞歴
- 第35回フジテレビヤングシナリオ大賞　最終選考
- 第54回放送脚本新人賞　寺島アキ子記念奨励賞

## 芸人時代の出演

### テレビ
- ますだおかだ角パァ!（朝日放送）
- コントカーニバル2（2006年、朝日放送）
- 森田一義アワー 笑っていいとも!（フジテレビ、2011年5月27日・11月2日、ドヤテクZ）
- オンバト+（NHK総合）戦績0勝1敗 最高349KB（コンビ、チャンピオンジムとして）

### ラジオ
- オーケイ・チョップリンのラジオGAYA（KBS京都ラジオ）
- オーケイ・チョップリンのメキペキ（KBS京都ラジオ）

### 映画
- 鴨川ホルモー（2009年、本木克英監督） - 京都大学青竜会上回生 役

### DVD
- 松竹芸能LIVE Vol.6 オーケイ [節目]
- タイムマシーン3号単独ライブ「メトロ鉄道の夜」